# Kiril de Varna
Metropolitano Kiril (búlgaro: Митрополит Кирил Варненски и Великопреславски, nombre secular Bogomil Petrov Kovachev, búlgaro: Богомил Петров Ковачев); 8 de junio de 1954 - 9 de julio de 2013), fue el metropolitano ortodoxo búlgaro de Varna y Veliki Preslav, Bulgaria.
Fue nombrado metropolitano en 1988. Fue patriarca interino hasta el 24 de febrero de 2013, a raíz de la muerte del Patriarca Máximo de Bulgaria en 2012.

## Controversia
En enero de 2012, una comisión histórica informó que Kiril fue uno de los 11 obispos que han colaborado con la antigua policía secreta comunista, el suministro de información de uso en la represión de la disidencia desde 1976 hasta el otoño de 1989, del régimen comunista.

## Muerte
El 9 de julio de 2013, Kiril fue encontrado muerto en una playa del Mar Negro cerca de su residencia de Varna. La policía búlgara estaban considerando en primer lugar la posibilidad de una muerte violenta, aunque una autopsia posterior demostró que se había ahogado y no había signos de violencia.